# Айманов Шакен Кенжетайович
Шаке́н (Кенжета́йович) Айма́нов (каз. Шәкен Кенжетайұлы Айманов, справжнє ім'я — Шахкерім (каз. Шаһкерім), 1914—1970) — казахський радянський актор, режисер театру і кіно, сценарист. Народний артист СРСР (1959).

## Біографія
Шакен Айманов народився 2 (15) лютого 1914 в Казахстані, в Баян-Аулі, Семипалатинської області, яка на той час входила до складу Російської імперії (нині — в Павлодарській області Казахстану) в сім'ї селянина-скотаря. Походить з роду Суюндиків.
У 1928 році закінчив середню школу. У 1931—1933 роках навчався в Казахському педагогічному технікумі в Семипалатинську.
У 1933 році на запрошення письменника Габіта Махмутовича Мусрепова приїхав до Алмати, де був прийнятий в трупу Казахського театру драми (нині Казахський державний академічний театр драми імені Мухтара Ауезова), в 1947—1951 роках — головний режисер і художній керівник цього театру, де працював до 1953 року — пройшов шлях від молодого актора до головного режисера та художнього керівника. За час роботи в театрі проявив акторську майстерність, якій була притаманна яскравість психологічної характеристики. Зоряна роль Айманова — образ Отелло. На святкуванні 400-річчя Вільяма Шекспіра у Великій Британії він прочитав зі сцени монолог Отелло, і це була справжня подія — вперше великий Шекспір звучав на підмостках Британії казахською мовою.
З 1938 року знімався в кіно. З 1954 року — режисер кіностудії «Казахфільм».
У фільмі «Безбородий обманщик» Айманов виступив як співавтор сценарію, режисер-постановник і виконавець головної ролі. Картина «Наш милий лікар» принесла йому всесоюзну славу. Айманов вперше використав у своєму фільмі елемент «камео». Сценарій картини «Ангел у тюбетейці» взято з життя. Його родичка Айнакуль-апа хотіла одружити свого молодшого сина і шукала наречену. На Першому московському міжнародному кінофестивалі в 1959 році було змагання з танців. Тоді вперше танцювали бугі-вугі. Айманов танцював з американської кінозіркою Елізабет Тейлор і отримав перше місце. У 1963 році на Московському міжнародному кінофестивалі згідно з негласною директивою мав перемогти радянський фільм. Журі розділилося. Вирішальний голос був відданий на користь італійця Федеріко Фелліні. Це був голос кінорежисера Айманова.
З 1963 року — перший секретар правління Спілки композиторів Казахської РСР. Обирався депутатом Верховної Ради Казахської РСР четвертого і сьомого скликань.
На 56-му році життя Шакен Айманов загинув у дорожньо-транспортній пригоді — збитий машиною на вулиці Горького в Москві 23 грудня 1970. Похований в Алмати на Центральному кладовищі.

## Родина
- Брат — Абдукарим Айманов (нині покійний) — фінансист[6].
- Брат — Каукен Кенжетаєв[kk] (1916—2008), співак, режисер Казахського театру опери та балету імені Абая, народний артист Казахської РСР (1959).
- Дочка — Майра Айманова (1938—1993), оперна співачка.
- Син — Мурат Айманов (1939—1993) кінооператор, у парі з сином режисер зняв фільм «Земля батьків».
- Онука — Діна Кім (Айманова), дочка Мурата — джазова співачка[7].

## Театральна творчість

### Актор
- «Мій друг» М. Ф. Погодіна — Граммофонов
- «Ахан-Сере і Актокти» Г. М. Мусрепова — Ахан-Сере
- «Кози Корпеш — Баян Сулу» Г. М. Мусрепова — Кодар
- «Каракіпчак Кобланди» М. О. Ауезова — Кобланди
- «Нічні гуркіт» М. О. Ауезова — Казанцев
- «Абай» М. О. Ауезова і Л. С. Соболєва[ru] — Керім
- «Гроза» О. М. Островського — Тихон
- «Людина з рушницею» М. Ф. Погодіна — Іван Шадрін
- «Приборкання норовливої» Вільяма Шекспіра — Петруччо
- «Отелло» Вільяма Шекспіра — Кассіо, Отелло
- «Ісатай і Махамбет» Ільяса Джансугурова — Ісатай
- «Голос Америки» Б. А. Лавреньова — Кідд
- «Переможці» Б. Ф. Чирскова[ru] — Кривенко
- «Глибоке коріння» Д. Гоу, А. д'Юссо — Бретт
- «На дні» М. Горького — Сатін
- «Ревізор» М. В. Гоголя — Хлестаков
- «Алдар-Косі» Ш. Х. Хусаїнова[kk] — Алдар-Косі
- «Гвардія честі» А. Абішева і М. О. Ауезова — Фогель
- «Петро Крилов» К. Я. Фінна[ru] і М. О. Ауезова — Крилов
- «Професор Мамлок» Ф. Вольфа[de] — доктор Гельпак
- «Таланти і шанувальники» О. М. Островського — Велікатов

### Режисер
- 1945 — «Амангельди» Ш. Х. Хусаїнова
- 1947 — «Дружба і любов» А. Абишева
- 1948 — «Поєдинок» Х. Жумалиева і А. Сарсенбаєва
- 1949 — «Таланти і шанувальники» А. Н. Островського
- 1949 — «Абай» М. О. Ауезова і Л. С. Соболєва
- 1951 — «Калиновий гай» О. Є. Корнійчука
- 1958 — «Ахан-Сере і Актокти» («Трагедія поета») Р. Мусрепова
- «Людина з рушницею» Н. Ф. Погодіна
- «Закон честі» О. П. Штейна[ru]

## Фільмографія

### Актор
1. 1938: Амангельди — епізод
2. 1940: Райхан — Сарсен
3. 1943: Біла троянда — Джакпан
4. 1945: Пісні Абая — Шарип
5. 1948: Золотий ріг — Жакен Досанов
6. 1952: Джамбул — Джамбул
7. 1956: Ми тут живемо — Беісов
8. 1957: Наш любий лікар — драматичний актор — камео
9. 1960: В одному районі — Сабир Баянов
10. 1964: Безбородий обманщик — Алдар-Косе
11. 1968: Ангел в тюбетейці — камео
12. 1969: У подніжжя Найзатас — Бейсембай

### Режисер
1. 1954: Дочка степів (спільно з К. Гаккелем[ru])
2. 1954: Поема про кохання (спільно з К. Гаккелем)
3. 1956: Ми тут живемо
4. 1957: Наш любий лікар
5. 1960: В одному районі
6. 1961: Пісня кличе
7. 1962: Перехрестя
8. 1964: Безбородий обманник
9. 1966: Земля батьків
10. 1968: Янгол в тюбетейці
11. 1970: Кінець отамана

### Сценарист
1. 1960: В одному районі (спільно з В. Саввіним)
2. 1961: Пісня кличе (спільно з К. Сатибалдінмм і М. Ерзинкян)
3. 1964: Безбородий обманщик (спільно з К. Варшавським)
4. 1968: Ангел у тюбетейці (спільно з Я. Зискіндом)
5. 1969: У підніжжя Найзатас (спільно з Т. Маткаримовим)

### Художній керівник
1. 1959: Дорога життя
2. 1966: Крила пісні
3. 1969: Постріл на перевалі Караш

### Озвучування
- 1968 — Аксак кулан (анімаційний)

## Звання, нагороди, відзнаки
- Народний артист Казахської РСР (1947)
- Народний артист СРСР (1959)
- Сталінська премія третього ступеня (1952, за постановку вистави «Абай» М. О. Ауезова)
- Державна премія Казахської РСР ім. К. Байсеітової (за художнє керівництво, 1967, фільм «Крила пісні»)
- Державна премія Казахської РСР ім. К. Байсеітової (посмертно) (1972, фільм «Кінець отамана»)
- Орден Леніна (1967)
- Орден Трудового Червоного Прапора (1946)
- Два ордени «Знак Пошани»
- Медаль «За трудову доблесть» (1940)
- Медаль «За доблесну працю у Великій Вітчизняній війні 1941—1945 рр.»
- Всесоюзний кінофестиваль (Третя премія, 1958, фільм «Ми тут живемо»)
- Міжнародний кінофестиваль країн Азії і Африки в Ташкенті (Пам'ятний диплом участі, 1958, фільм «Наш милий лікар»)
- Всесоюзний кінофестиваль (Заохочувальний диплом, 1959, фільм «Наш милий лікар»)
- Огляд-конкурс кінематографістів республік Середньої Азії і Казахстану (за кращу режисерську роботу, 1963, фільм «Перехрестя»)
- Огляд-конкурс кінематографістів Середньої Азії і Казахстану (Вищий приз «Гірський кришталь» і диплом першого ступеня за кращий ігровий фільм (розділив з фільмом «Небо нашого дитинства»), 1967, фільм «Земля батьків»)
- Огляд-конкурс кінематографістів республік Середньої Азії і Казахстану (Диплом, 1969, фільм «Ангел в тюбетейці»).

## Пам'ять

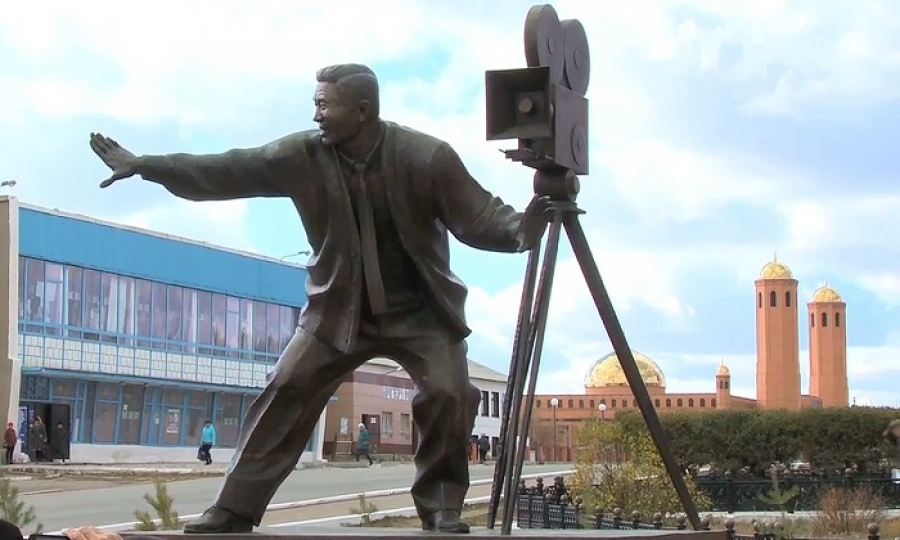
Пам'ятник актору і режисеру Шакену Айманову

- Творчості Айманова присвячений документальний фільм «Шакен Айманов» (1974).
- В Алмати ім'ям Шакена Айманова названа вулиця і кіностудія «Казахфільм» (1984), на будинку, де жив режисер, встановлена меморіальна дошка.
- На території кіностудії «Казахфільм», встановлений мармуровий бюст митця. При кіностудії створили музей-кабінет Айманова.
- В даний час в місті Павлодар існує кінотеатр названий його ім'ям.
- В Алмати з 2003 по 2014 рік проходив щорічний фестиваль ігрових і анімаційних фільмів «Зірки Шакена»[kk].

## Цікаві факти
- У перервах між зйомками грав у шахи[6].
- Колекціонував люльки, запальнички, брелоки[6].